# Damion Eigenberg
Damion Eigenberg (3 de diciembre de 1996) es un deportista neerlandés que compite en remo. Ganó una medalla de bronce en el Campeonato Mundial de Remo de 2019, en la prueba de cuatro scull ligero.

## Palmarés internacional
| Campeonato Mundial | Campeonato Mundial   | Campeonato Mundial | Campeonato Mundial  |
| Año                | Lugar                | Medalla            | Prueba              |
| ------------------ | -------------------- | ------------------ | ------------------- |
| 2019               | Ottensheim (Austria) | Medalla de bronce  | Cuatro scull ligero |